# Gourbeyre
Gourbeyre é uma comuna francesa na região administrativa de Guadeloupe, no departamento de Guadeloupe. Estende-se por uma área de 22,52 km², com 7 632 habitantes, segundo os censos de 1999, com uma densidade de 339 hab/km².